# Dieter Wellershoff

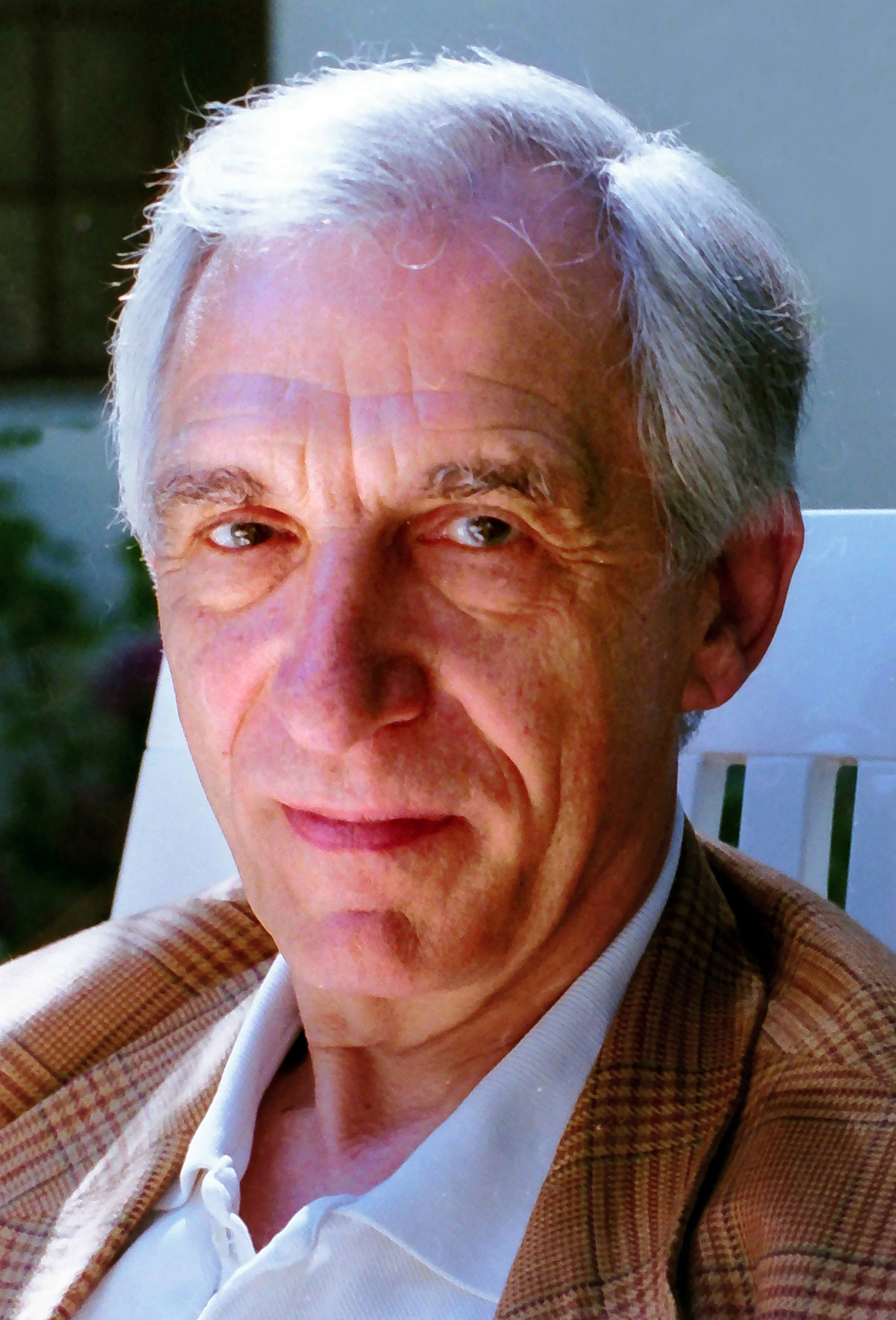
Dieter Wellershoff (1995)

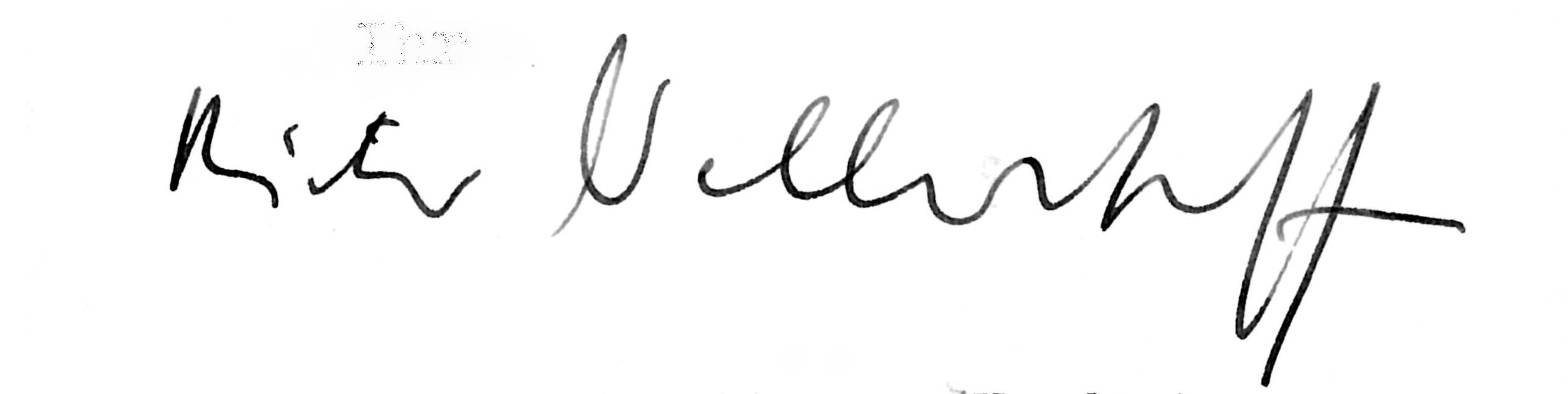
Signatur Dieter Wellershoff, 1972

Dieter Wellershoff (* 3. November 1925 in Neuss; † 15. Juni 2018 in Köln) war ein deutscher Schriftsteller. Sein Werk umfasst Romane, Erzählungen, Novellen, Hörspiele, Bühnenstücke, Drehbücher und Lyrik. In Essays und autobiographischen Werken befasste er sich mit Literatur, Kunst- und Zeitgeschichte.
Geprägt durch die Erfahrung als junger Soldat im Zweiten Weltkrieg, stellte Wellershoff in seinen Schriften immer wieder scheinbare Gewissheiten in Frage. Als Sinn seines Schreibens sah er „die Erweiterung und Vertiefung der Wahrnehmung des Lebens.“ „Eine ‚Probebühne des Lebens‘ sollen seine fiktionalen Geschichten sein, ein literarischer Simulationsraum, in dem man sich riskante Karrieren quasi gefahrlos ansehen kann, ohne den oft tödlichen Preis der Protagonisten dafür zahlen zu müssen.“

## Leben

### Bis 1945

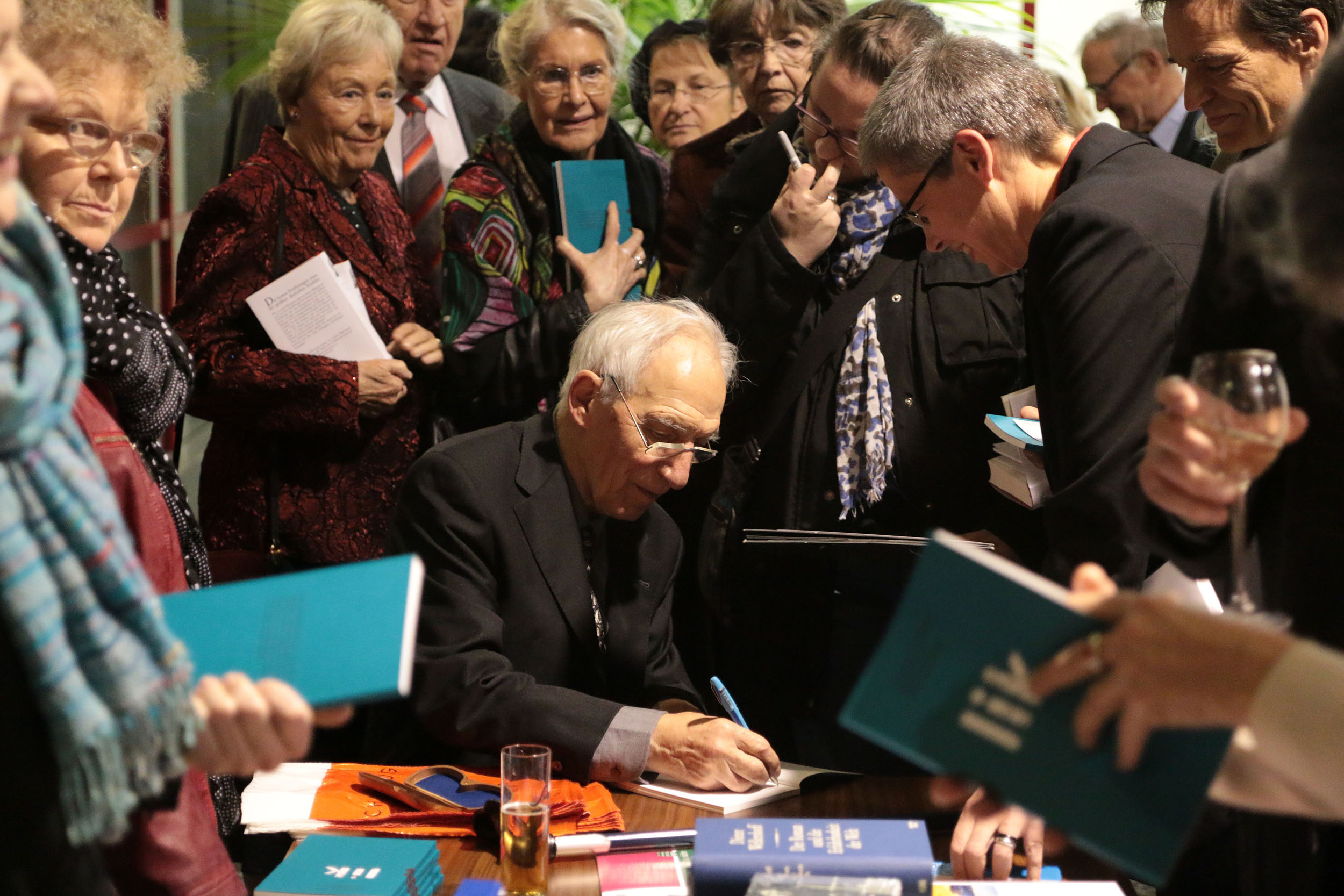
Autogrammstunde anlässlich eines Empfangs der Stadt Köln zu seinem 90. Geburtstag (2016)

Dieter Wellershoff wurde 1925 als ältester Sohn von Walter und Cläre Wellershoff geboren. 1930 zog die Familie nach der Geburt seines Bruders Hans-Walter von Neuss nach Grevenbroich am Niederrhein, wo er aufwuchs und 1932 eingeschult wurde. Sein Vater war in Neuss und Grevenbroich Kreisbaumeister. In seinen Erinnerungen Ein Allmachtstraum und sein Ende berichtet Wellershoff von einem geordneten Leben in einem Beamtenhaushalt, in dem die Mutter „für das Haus und das gesellschaftliche Leben zuständig“ war.
Im Zweiten Weltkrieg wurde er zum Reichsarbeitsdienst eingezogen und meldete sich 1943 freiwillig zur Panzerdivision Hermann Göring. Kurz danach starb seine Mutter bei einer Gallenoperation. Am 13. Oktober 1944 wurde er in Litauen schwer verwundet. Den Kriegswinter 1944/45 verbrachte er in der zu einem Lazarett umfunktionierten Heilingbrunnerschule in Bad Reichenhall.
1945 setzte er sich mit anderen Soldaten versprengter Truppenteile Richtung Westen ab, um nicht in sowjetische Kriegsgefangenschaft zu kommen. Es gelang ihnen, in US-amerikanische Kriegsgefangenschaft zu gehen.
Seine Kriegserfahrungen verarbeitete er im Buch Der Ernstfall (1997) und auf der Audio-CD Schau dir das an, das ist der Krieg. Dieter Wellershoff erzählt sein Leben als Soldat (2010).
Am 20. April 1944 beantragte er die Aufnahme in die NSDAP und wurde rückwirkend zum 20. April 1943 aufgenommen (Mitgliedsnummer 10.172.531). Wellershoff sagte dazu: „… im Gegensatz zur Wehrmacht, die ich als Jugendlicher wie fast alle meine Altersgenossen in den ersten Kriegsjahren idealisierte, hatte ich immer eine an Verachtung grenzende Abneigung gegen die ‚braunen Bonzen‘ der Partei. … Während dieser ganzen Zeit wäre es für mich ein völlig abwegiger Gedanke gewesen, in die Partei einzutreten.“ Er betonte, nie einen Aufnahmeantrag gestellt zu haben, allerdings war laut aktuellem Forschungsstand eine Aufnahme ohne eigenhändigen Antrag nicht möglich. Die zuständige Bezirksverwaltung prüft, einen bisher unbenannten Platz nach Wellershoff zu benennen. Das NS-Dokumentationszentrum der Stadt Köln hat keine Bedenken gegen die Benennung eines Platzes nach dem Schriftsteller.

### 1945 bis 1980
Nach Kriegsende holte er sein Abitur nach und studierte ab 1947 an der Universität Bonn Germanistik, Kunstgeschichte und Psychologie. 1952 heiratete er seine Studienkollegin Maria von Thadden. Ebenfalls 1952 veröffentlichte er seine Dissertation über Gottfried Benn, dessen gesammelte Werke er ab 1958 zusammen mit seiner Frau Maria herausgab. Von 1952 bis 1955 arbeitete er als Redakteur bei der vom Verband Deutscher Studentenschaften herausgegebenen Deutschen Studentenzeitung und schrieb ein Theaterstück, mehrere Radio-Features und Hörspiele. Seine erste Literaturauszeichnung – den „Hörspielpreis der Kriegsblinden“ – erhielt er für Minotaurus, das den Abtreibungsparagraphen 218 StGB thematisierte.
Im Jahr 1959 wurde Wellershoff vom Verlag Kiepenheuer & Witsch gebeten, ein wissenschaftliches Programm zu entwickeln. Es entstanden zwei Schriftenreihen, „die ‚Neue Wissenschaftliche Bibliothek‘ und die 'Studienbibliothek' in leuchtend gelben bzw. roten Einbänden, durch die dann Generationen von Studenten der Wirtschaftswissenschaften, der Soziologie, der Psychologie, der Geschichte, der Literaturwissenschaft und Philosophie Grundlagenwissen ihrer Fächer erhielten. [...] Viele dieser 'Reader', insgesamt weit über 100, herausgegeben von Dieter Wellershoff in Zusammenarbeit mit bedeutenden Wissenschaftlern wie Jürgen Habermas, Hans-Ulrich Wehler, Alexander Mitscherlich oder René König, sind bis heute Standardwerke, durch die die Wissenschaften der jungen Bundesrepublik nach der Düsternis der Nazizeit wieder internationales Niveau erreichten,“ schrieb der Verleger Helge Malchow und fuhr fort: „Neben dieser Fulltime-Aktivität macht Dieter Wellershoff den Verlag in kürzester Zeit zu einer der ersten Adressen für neue deutsche Literatur, die K&W trotz des großen, aber singulären Heinrich Böll, dessen Bücher Dieter Wellershoff auch lektorierte, zuvor nicht gewesen war.“ Wellershoff holte junge Autoren wie Rolf Dieter Brinkmann, Nicolas Born und Günter Wallraff in den Verlag.
Wellershoff nahm ab 1960 an Tagungen der Gruppe 47 teil. 1965 initiierte er einen „neuen Realismus“. Die daraus hervorgegangene lockere Gruppierung wurde unter dem Namen „Kölner Schule des Neuen Realismus“ bekannt. Mitte der 1960er Jahre reduzierte Wellershoff seine Verlagsarbeit und begann eigene Romane zu schreiben. Es entstanden Ein schöner Tag (1966, das Porträt einer Familie, zwischen Konflikten, fehlender Kommunikation und Scheinidylle), Einladung an alle (1972, die multiperspektivische Schilderung einer Verbrecherjagd als Massenunterhaltung und einsamen Existenzkampf) und Die Sirene (1980, die Geschichte einer ungewöhnlichen Verführung oder Selbstverführung mittels einer geheimnisvollen Telefonstimme).
Er entwickelte parallel zu seinem literarischen Werk seine Literaturtheorie. „Man hatte hier nicht nur einen ungemein produktiven Autor vor sich, der Hörspiele, Drehbücher, Erzählungen und Romane schrieb, sondern auch einen ambitionierten Literaturwissenschaftler, der für einen Verlag nebenher Bücher lektorierte und sich regelmäßig mit Erörterungen zur Literaturgeschichte zu Wort meldete.“

### Nach 1981
Seit 1981 lebte Wellershoff als freier Schriftsteller in der Kölner Südstadt. Mit Der Sieger nimmt alles (1983) schrieb er auf Basis der Erfahrungen seines jüngeren Bruders, der Unternehmer geworden war, einen kritischen Wirtschaftsroman. Es geht darin um die fiktionale Figur „Ulrich Vogtmann, ein[en] Aufsteiger par excellence, geprägt durch den Zweiten Weltkrieg und den Umbruch der Werte in der Nachkriegszeit“, der fasziniert ist „vom Allmachtstraum des großen Erfolgs. Er nimmt das Leben als Herausforderung, vertraut auf seine Vitalität, seinen Scharfsinn, sein Glück. Rücksichtslos verfolgt er sein Ziel, treibt seine Umgebung in den Ruin und sich selbst in die totale Isolation.“ Sein jüngerer Bruder starb wenige Jahre später an Leukämie. Wellershoff schildert dessen erschütterndes Sterben in dem autobiografischen Buch Blick auf einen fernen Berg (1991).
Immer wieder schrieb Wellershoff autobiographische Texte wie Die Arbeit des Lebens (1985) oder das schon erwähnte Buch Der Ernstfall (1995) zu seinen Kriegserfahrungen. Hinzu kommen Texte über Literatur wie Der Roman und die Erfahrbarkeit der Welt (1988) oder Das geordnete Chaos. Essays zur Literatur oder Der verstörte Eros. Zur Literatur des Begehrens (2001). Einen literaturtheoretischen Schwerpunkt setzte er mit einer Vorlesungsreihe an der Frankfurter Universität, die unter dem Titel Das Schimmern der Schlangenhaut. Existentielle und formale Aspekte des literarischen Textes. Frankfurter Poetik-Vorlesungen (1996) erschien.

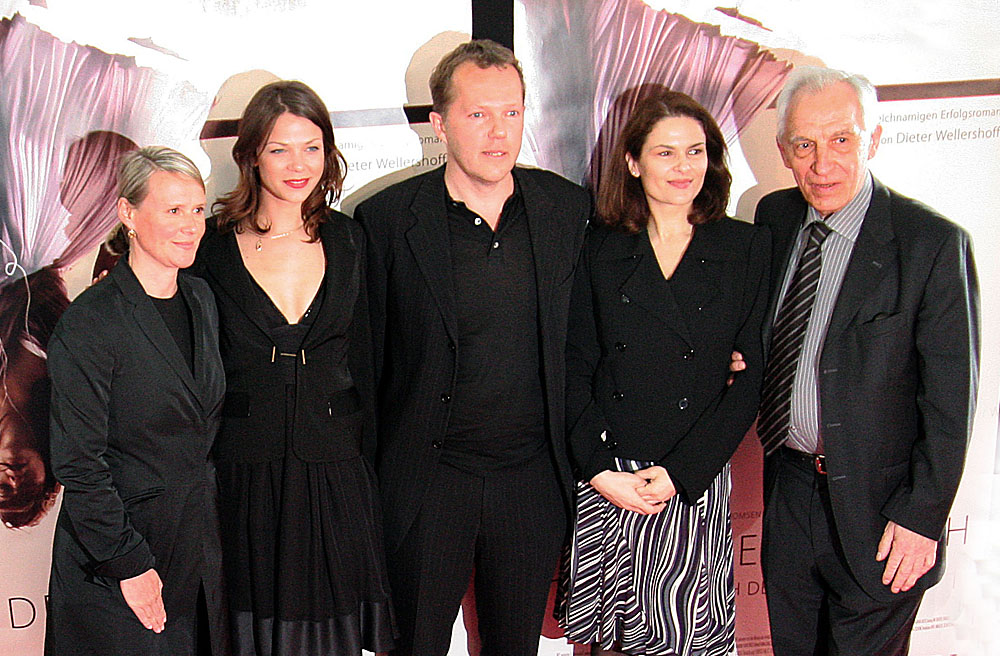
Dieter Wellershoff (rechts) 2007 bei einer Aufführung der Verfilmung seines Romans „Der Liebeswunsch“, mit den Schauspielerinnen Jessica Schwarz, Barbara Auer u. a.

Einen besonderen Erfolg bei der Kritik und beim Publikum erzielte er 2000 mit dem Bestseller-Roman Der Liebeswunsch, in dem es um das Beziehungsgeflecht von Freundschaft, Sehnsüchten, aber auch Kränkungen zweier gutbürgerlicher Paare geht, das durch den Liebeswunsch einer jungen Frau, die ihrem als falsch empfundenen Leben entkommen möchte, aus dem scheinbaren Gleichgewicht gerissen wird – mit fatalen Folgen. Das Buch wurde 2006 verfilmt.
Im Juni 2007 griff Wellershoff mit einem Beitrag in der FAZ in den Streit um die Kölner DITIB-Moschee ein und formulierte in teilweiser Abgrenzung von den kritischen Positionen Ralph Giordanos eigene Vorbehalte gegen den umstrittenen Moscheebau.
Hochbetagt schrieb Wellershoff weiter, einen Roman über einen Pfarrer, dem die Glaubensgewissheit abhandengekommen ist (Der Himmel ist kein Ort (2009)), oder zur Kunst, wie in Was die Bilder erzählen. Ein Rundgang durch mein imaginäres Museum (2013).
Die Audio-CD Ans Ende kommen. Dieter Wellershoff erzählte über Altern und Sterben (2014) reflektiert mit anhaltender Neugier das eigene Älterwerden und den Tod. Dieses Werk wurde „Hörbuch des Jahres 2014“; viele seiner anderen Werke vorher und das Gesamtwerk wurden ebenfalls ausgezeichnet. Sein Werk wurde in 15 Sprachen übersetzt.

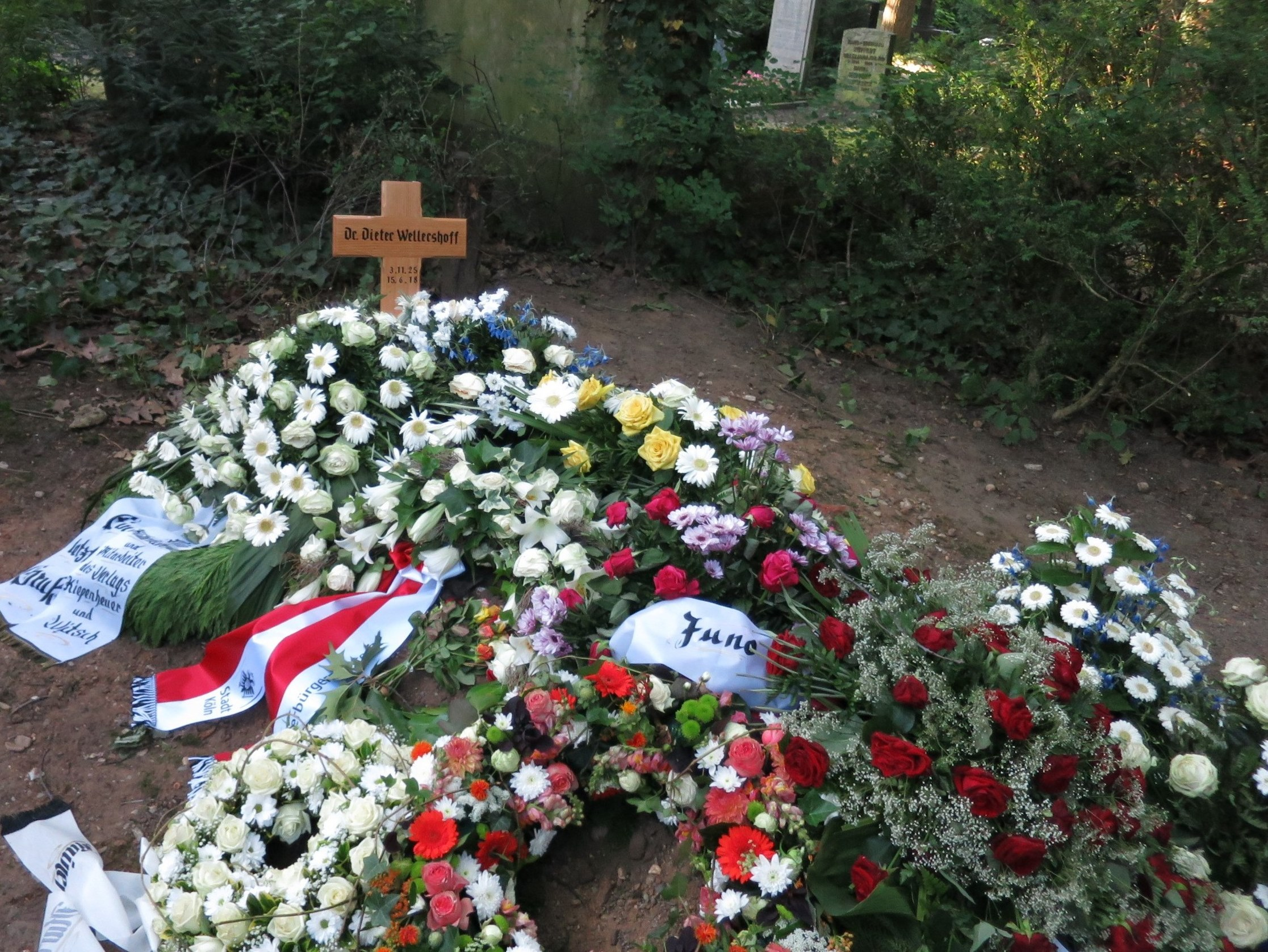
Grab auf dem Friedhof Melaten (Juni 2018)

Wellershoff starb im Alter von 92 Jahren in seiner Heimatstadt Köln. Am 27. Juni 2018 wurde er auf dem Kölner Zentralfriedhof Melaten (Flur 64a Nr. 227/228) beigesetzt.

### Berufungen
Wellershoff erhielt zahlreiche Berufungen als Lektor, Gastdozent und Writer in Residence an in- und ausländischen Hochschulen. Er war Mitglied der Akademie der Wissenschaften und der Literatur in Mainz und des PEN-Zentrums Deutschland. Die Stadt Köln richtete 2018 zusammen mit dem Literaturhaus Köln zwei Dieter-Wellershoff-Stipendien ein, bei denen jährlich zusammen 24.000 Euro zur Förderung Kölner Autoren vergeben werden.

### Familie
Seine Frau Maria Wellershoff (1922–2021), geb. von Thadden, war eine Schwester von Adolf von Thadden (1921–1996) und Halbschwester von Elisabeth von Thadden (1890–1944) und Reinold von Thadden (1891–1976), dem Gründer des Deutschen Evangelischen Kirchentages. Seine aus dieser Ehe stammenden Töchter Irene (* 1954) und Marianne Wellershoff (* 1963) sind ebenfalls als Autorinnen tätig; der Sohn Gerald Wellershoff ist Arzt.

## Zitate
- Zur Person: „Ich hätte vieles werden können: Arzt, Psychotherapeut, Tanzlehrer, Philosophieprofessor, Architekt, Verbrecher, Kriminalbeamter, Geisteskranker, und vielleicht bin ich das auf mittelbare Weise alles geworden, indem ich Schriftsteller geworden bin.“[20]
- Zur Kunst: „Poetik, die Lehre von der Dichtkunst, handelt nach unserem heutigen Verständnis nicht nur von der Erschaffung eines literarischen Werks, sondern auch zugleich von unserer Selbsterschaffung, Selbstverwirklichung, Selbsterkenntnis und, untrennbar davon, von der Erschaffung unserer Welt. … Wir versichern uns der Welt und vertiefen uns in unser Leben, indem wir Leben und Welt auf der Bühne des Textes mit dem ganzen Spielraum ihrer Möglichkeiten, Spannungen und Differenzen inszenieren. … Das alles hat eine besondere Brisanz, seit uns nicht mehr vorgesprochen wird, was denn der Sinn und die richtige Ordnung des Lebens sei. … Aus zwei miteinander verbundenen und gleichzeitig gegenläufigen Prozessen hat sich eine ungeheure Spannung aufgebaut: der fortschreitenden Entgrenzung der Welt antwortet die Subjektivierung des persönlichen Blicks. Das ist die innere Spannung der Geschichtsepoche, die wir die Moderne nennen.“[21]
- Zum Leben: „Das ist eine Sicht des Lebens, die nicht mit festen Besitzständen und gebahnten Wegen rechnet und schon gar nicht mit existenzieller Geborgenheit in einem übergeordneten Sinn. Sie setzt vielmehr eine Welt voraus, die für sich da ist, fremd und undurchschaubar, in gleichgültiger Faktizität, und immer wieder durchwirkt vom Zufall, der jedem eine Hand voll blind gemischter Glücks- und Unglückskarten zuspielt mit der Aufforderung, ja Nötigung, daraus seine eigene Ordnung, sein persönliches Lebensmuster zu machen. Es ist ein Spiel auf Leben und Tod mit von Geburt an ungleichen Chancen, hochgradig illusionsanfällig und von selbstzerstörerischen Tendenzen bedroht, in dem Glück und Unglück, Gelingen und Scheitern dicht nebeneinander stehen, sich aber manchmal zu widersprüchlichen oder komplizierten und labilen Verbindungen wie dem Glück im Unglück oder dem Scheitern im Gelingen vermischen, ein Spiel, faszinierend durch seine Gefährlichkeit, das vom Zufall um den Preis oft schreiender Ungerechtigkeit vor seiner Erstarrung in Öde und Berechenbarkeit bewahrt wird.“[22]
- Zum Schreiben: Es gibt für Wellershoff keinen Grund sich als Schriftsteller vom Leben „abzuwenden und den Anblick seiner dschungelhaften Dichte, seiner Widersprüche und Unberechenbarkeiten gegen den Schematismus konstruierter Weltmodelle oder die Illusionen künstlicher Paradiese einzutauschen.“ Zur konkreten Arbeit des Schriftstellers merkt er an: „Stelle wirkliche Menschen dar, […]. Niemals moralisieren. Nur das Leiden der Personen selbst. Die Phänomene enthalten alles. […] Keine Hilfen für den Leser, ihn nicht bei der Hand nehmen“[23]

## Werk

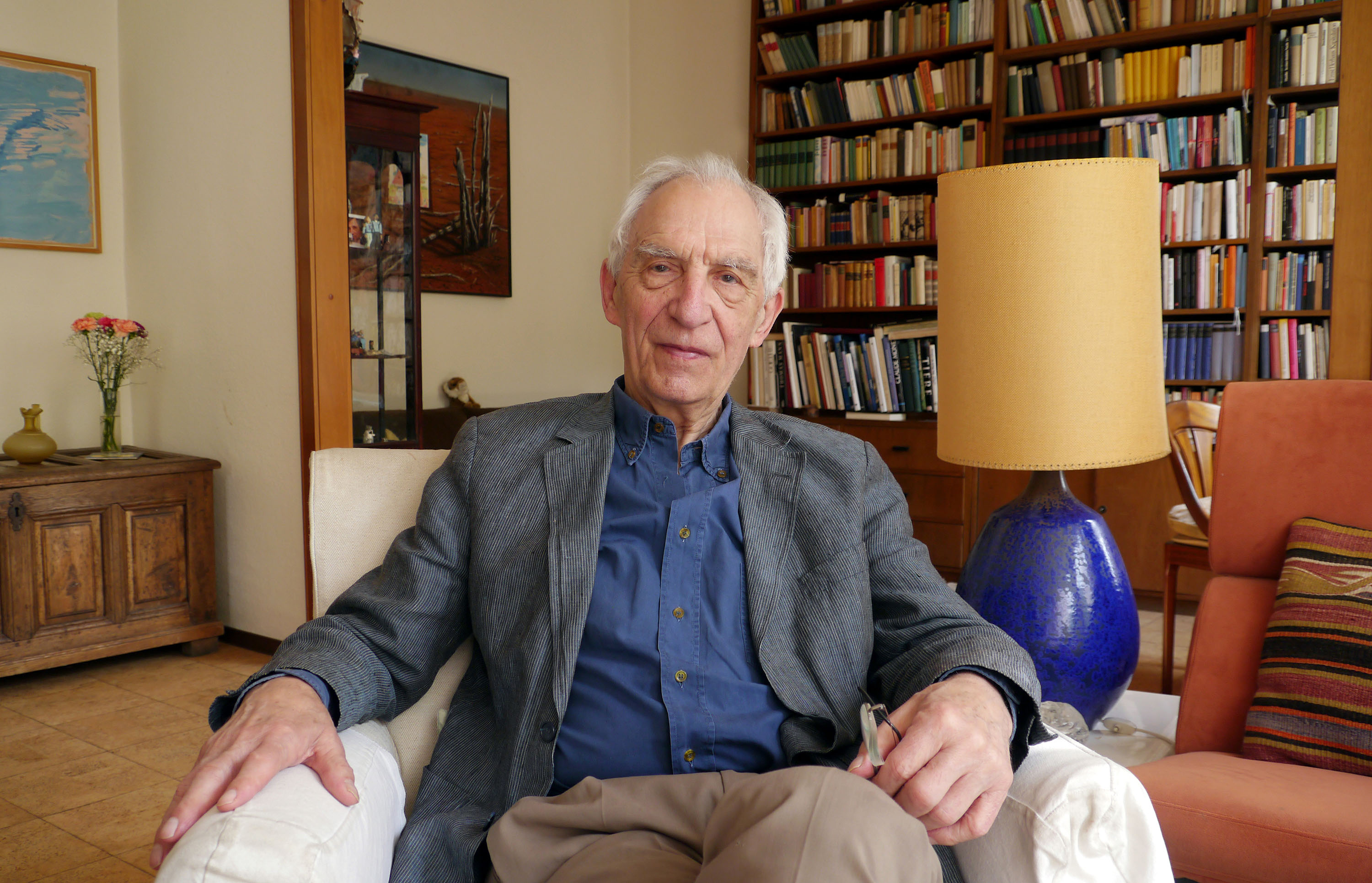
Dieter Wellershoff in seiner Kölner Wohnung (2014)

„Wie die meisten Schriftsteller seiner ‚skeptisch‘ genannten Generation ist auch Wellershoff durch den Zweiten Weltkrieg geprägt. Doch anders als Böll, den er als Lektor betreute, leitete er daraus nie die Verpflichtung zum mahnenden Fingerzeig ab. Wellershoff wollte – ähnlich wie die Vertreter des Nouveau Roman – lieber zeigen, was ist, als zu erklären, wie es sein sollte. ‚Literatur war für mich weder ein Transportmittel für moralische Erziehungsziele oder politische Ideen noch das dazugehörige Gegenteil eines exklusiven, von der Realität abgekoppelten Sprach- und Formenspiels‘.“ Jede Ideologie ist Wellershoff nach dem Massenwahnsinn des Nationalsozialismus zutiefst verdächtig und alles Moralisieren auch. Der vorurteilsfreie individuelle Blick auf die Lebenswirklichkeit zählt, das Schreiben als Existenzform, um die Welt in ihrer Fremdheit zu erkunden und dabei seinen Platz in ihr zu suchen. Kunst als verspielter Selbstzweck oder transzendente Sinnstiftung hat da keinen Platz.
Alles kann in den Romanen und Erzählungen von Wellershoff passieren, eine Sexszene schlägt unvermittelt in einen Totschlag um, der Leser muss gefasst sein „Selbstmörder, Mörder, Leute, die beruflich scheitern, Projektemacher, die in die Falle ihrer eigenen Fantasie gehen, andere, die stecken bleiben in einem falschen Leben“ zu treffen, merkte Dirk Knipphals an. Er sieht bei Wellershoff eine „Lebensverliebtheit“: „Es gibt in seinen Büchern auch einen Sog der Verführung zum Leben hin, dazu, dieses Spiel auf Leben und Tod als Herausforderung und Abenteuer zu begreifen“ – vermutlich könnte man sogar noch einen draufsetzen und sagen, dieses Spiel „zu begrüßen“. Ein Indiz für die „Lebensverliebtheit“ seien „die vielen amourösen Verwicklungen, die seine Romane und Erzählungen durchziehen“. Der Kritiker Marcel Reich-Ranicki bewertete die amourösen Verwicklungen in dem Roman Der Liebeswunsch wie folgt: „Ich habe selten erlebt – in unserer zeitgenössischen Literatur, dass Liebe so vergegenwärtigt wird“.
Aber bei Wellershoff kann sich keine seiner Figuren „des Erreichten je sicher sein, es gibt bei ihm immer Punkte, die ihre Liebe und sogar ihr Leben von innen her bedrohen.“ In einer bemerkenswerten Parallelisierung der Kriegserfahrung Wellershoffs und der Geschichten, die er schreibt, führte Knipphals aus: „Man meint die Granate, die den 19-jährigen Wellershoff im Oktober 1944 bei einem sinnlosen Gegenangriff auf die russischen Stellungen schwer verletzte … in allen seinen Büchern noch pfeifen zu hören. Sie kann gleichsam ständig einschlagen, selbst noch … während eines ganz harmlosen Partygesprächs, eine Bemerkung genügt da manchmal, um eine ganze Ehe und damit ein ganzes Leben zu zerstören. … Wellershoff selbst hat das einmal als den 'vulkanischen' Gehalt seiner Bücher bezeichnet.“
In einem Nachruf auf den Schriftsteller führt Werner Jung aus, dass für Wellershoff Literatur immer „gefährlich“ sein musste, wenn sie gut sein sollte, ansonsten bliebe sie triviale Konfektionsware, die sich zwar gut verkaufen und konsumieren ließe, aber dann auch restlos wieder verschwände, im besten Fall im und als Altpapier. „Literatur, die etwas taugt, ist gefährlich“, zitiert er Dieter Wellershoff, „denn sie rührt an die Sprengsätze der menschlichen Existenz. Sie kann gefährlich sein für den Leser, weil sie ihn mit Erfahrungen konfrontiert, die er in den Routinen und Begrenzungen seines alltäglichen Lebens gewöhnlich zu vermeiden versucht. Und sie ist vor allem gefährlich für den Autor, der sich [...] in ihrem Dienst auf eine Höllenfahrt begibt, dabei allerdings in ihr einen mächtigen Schutz genießt. Denn in ihr verwandelt er auch die Irrtümer, Niederlagen und Verletzungen seines Lebens in eine Erfahrung der Kompetenz.“
„Dieter Wellershoff spitzt die Dinge zu, verschärft die Konflikte zu Existenzkrisen, in denen plötzlich etwas aufscheinen kann: eine intuitive Erkenntnis, die Einsicht, dass da etwas völlig verfahren ist, dass ein Lebensentwurf sich als Illusion herausstellt, dass die romantische Liebesvorstellung (du oder keine) eine schmerzliche Täuschung und die sich Prosperität zum Zweck setzende Biografieplanung vielmehr ein einziges grandioses Desaster gewesen ist. Für die Helden kommt diese Einsicht als Erfahrung jedoch meist zu spät. Nur wir, Autor wie Leser, haben das Glück, diese (oder noch andere) Erfahrungen zu machen und dann bereichert wieder aus dem Text ins wirkliche Leben zurückzukehren.“ schätzt Werner Jung die Wirkung auf Leser ein. Die Schilderungen existentieller Lebenskrisen in den Texten von Wellershoff, betont Jung, sage auch etwas über den Zustand gesellschaftlicher Befindlichkeiten aus und gäbe Aufklärung über das Leben selbst, das für uns im „Dunkel des gelebten Augenblicks“ geschehe, wie sich Ernst Bloch, auf dessen Formulierungen Wellershoff häufiger zurückgreift, ausgedrückt habe.
Wellershoff selbst schrieb 1968 mit Bezug auf seine Romane und Hörspiele: „Ich habe immer Menschen dargestellt, die in ihrem Verhalten, ihrem Selbstverständnis, ihrem Umweltbezug so gestört sind, dass sie in eine unabsehbare Krise hineingeraten, die alles verändern kann. Die gestörten sozialen Rollen, die labilen Umrisse der Person, die Brüche zwischen Innen- und Außenwelt sind die Stellen, wo neue Erfahrung entstehen kann.“ Und um neue und existentielle Erfahrung – gemacht mit den Mitteln der Literatur – ging es dem Schriftsteller, gegen Routine und Lebensangst, gegen ein schematisches, vorgestanztes Leben und Denken. Ohne Brüche und Störungen, da war er sich sicher, würde das Leben „in Gewohnheit“ erstarren, würde das Leben für sich selbst „taub werden“ und „erblinden“.

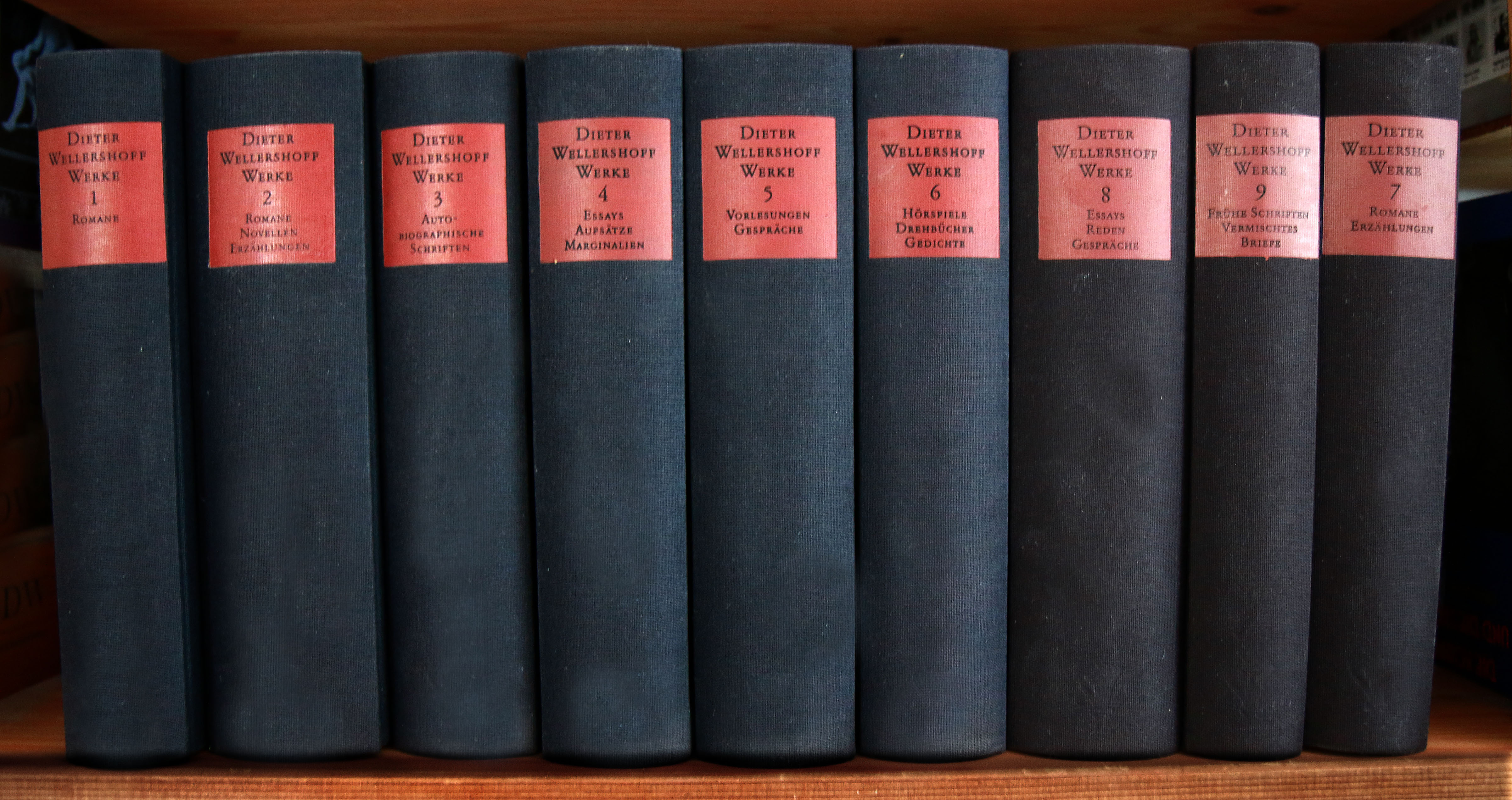
Die neunbändige Wellershoff-Gesamtausgabe von 1996/2011 umfasst fast 8000 Seiten – ohne die Bücher, die er danach noch geschrieben hat.

Im Folgenden untersuchen Joke und Petra Frerichs das literarische Werk unter dem Motto „Leben braucht keine Begründung“: Dieter Wellershoff zeigt am Beispiel der Lebenswege seiner Protagonisten ein ganzes Spektrum an Lebensmöglichkeiten auf; vor allem aber: wie prekär die gesellschaftlichen Verhältnisse sind, in denen sie agieren. Da ist das praktische Leben, der Alltag, der Anpassung und Einsicht in das Notwendige erzwingt; da sind die Tugenden, die man durch Erziehung, Sozialisation und Gewohnheit erwirbt. Und da ist die Welt der Gefühle, der Liebe, der Sexualität, für die in den gewohnten Alltagsabläufen oft nicht genügend Zeit bleibt, so dass die Phantasien, Träume oder Sehnsüchte als ungelebtes Leben zurückkehren. Wellershoff zeigt, wie sie ihre Wirkung entfalten und beginnen, ein Eigenleben zu führen; wie sie als Verdrängtes und Unbewusstes fortleben und durch unvorhersehbare Ereignisse aktualisiert werden; inwieweit sie als menschliche Regungen Realität erlangen oder umgebogen werden und in Pathologien oder Aggressionen münden. In Wellershoffs Werken werden mögliche und widersprüchliche Handlungsoptionen aufgezeigt und als virtuelle Lebensentwürfe durchgespielt. Dadurch erweitert sich der Horizont unserer Wahrnehmungen und Einsichten. Man könnte von einem Grundthema Wellershoffs sprechen, dem er in allen möglichen Verzweigungen und Konstellationen nachspürt.
Gesellschaftliche und individuelle Krisen sind für Wellershoff der Normalfall. Krisensituationen enthalten dadurch einen besonderen Erkenntniswert, weil sie Erfahrungserweiterungen ermöglichen; gleichzeitig zeugen sie von den Gefährdungen, denen unser Dasein ausgesetzt ist. Ob sie zum Ausbruch kommen, ist eine Frage oft zufälliger Ereignisse und Konstellationen. Kontingenz wäre der passende Begriff, um die Grundsituation des Menschen in der modernen Gesellschaft zu charakterisieren: Es gibt immer mehr Möglichkeiten, als sich realisieren lassen. Die Menschen müssen eine Wahl treffen, und oft durchschauen sie die Umstände, unter denen sie handeln, nicht. Seine Figuren gehen oft in die Falle ihrer eigenen Phantasien, von Illusionen und Leidenschaften angetrieben, und häufig spielt der Zufall die entscheidende Rolle.
Wellershoff sieht in der Literatur ein Medium der Erweiterung und Vertiefung der Wahrnehmung unseres Lebens. In immer neuen Variationen spielt er die fragilen Lebenssituationen durch, denen seine Protagonisten ausgesetzt sind. Ihr Alltagsleben ist von Routinen, Gleichförmigkeit, Apathie, Wiederholung und Langeweile geprägt und sie versuchen, diesem Gehäuse der Hörigkeit (Weber) zu entkommen. Aber die meisten scheitern bei dem Versuch, aus ihrem Alltag auszubrechen. Wellershoff führt uns die Möglichkeit alternativer Lebenskonzepte vor und auch die Gründe für das Scheitern seiner Figuren: Gerade die moderne Gesellschaft mit ihren Freiheitsversprechen und Konsumangeboten weckt ein Übermaß an Ansprüchen und Wünschen, vor denen die Menschen in Phantasie- und Traumwelten flüchten, weil ihnen sehr oft die Mittel fehlen, ihre Sehnsüchte nach einem geglückten Leben zu verwirklichen. Dann enden sie wieder da, wo sie begannen: im Schutzraum der alltäglichen Gewohnheiten und Routinen, die ihnen immerhin ein Mindestmaß an Sicherheit und Vertrautheit bieten.

## Rezeption
Über die Jahre hat sich die Rezeption Wellershoffs deutlich gewandelt, im chronologischen Abriss die Entwicklung vom relativen Außenseiter des Literaturbetriebs zum zweifelsfrei anerkannten Schriftsteller:
- R. Hinton Thomas urteilte 1975: „Auch als theoretischer Autor hat Wellershoff bewußt und unentwegt gegen den Strom geschrieben.“ Wellershoff habe, als in der Bundesrepublik eine Politisierung der Literatur verlangt wurde, eine andere Position bezogen, denn nach seiner Auffassung hat sich die Literatur nicht nur den sozialen und politischen Problemen zu widmen, sondern auch dem privaten Lebensbereich mit seinen „intimen Zwängen und dem verborgenen unbewußten Unglück“.[29]
- B. Happekotte beschrieb in einer Studie aus dem Jahr 1996: „Das literarische Werk des Schriftstellers Wellershoff kann bis in die Gegenwart hinein als das eines Unbekannten charakterisiert werden.“ Bereits mit der Rezeption seiner Thesen zu einem „Neuen Realismus“ Mitte der 1960er Jahre habe sich ein Rezeptionsmuster verfestigt, nach dem „die öffentliche Abwehr einer nicht gefälligen Literaturauffassung zur Unterbewertung“ seines „literarischen Schaffens“ führte. Bis heute gelte Wellershoff als „‚Sonderfall‘ der westdeutschen Literatur“ und befinde sich in „einer unverdienten Isolation“.[30]
- Dirk Knipphals fragte sich 2005, warum er erst jetzt den Schriftsteller Wellershoff für sich entdeckt hat. Als Grund benennt er mit Sympathie, „dass Dieter Wellershoff von seinem ganzen Habitus und intellektuellen Zuschnitt her so ziemlich das Gegenteil von einem deutschen Großschriftsteller abgibt.“ Wellershoff sei weit weg von vordergründigen „Genieposen, die in Deutschland immer noch helfen, eine literarische Karriere zu befördern.“ Er, Knipphals, hätte andere Autoren vorher „heißer“ gefunden, weil er sich an ihnen in „der schweren deutschen Kunsttradition“ hätte abarbeiten können. Aber „kraftmeierisches Auf-die-Kacke-Hauen“ und „Weltverdammungsurteile“ seien mit Wellershoff nicht zu haben. „… ich sehe es inzwischen so, dass ich, indem ich ihn überging, auf einen Restanteil Geniekult hereingefallen bin …“[22]
- Laut Peter Henning (2015) hat Wellershoff in knapp 60 Jahren: „ein vielgestaltiges, aus wuchtigen Romanen, hellsichtigen Essays, Novellen, Gedichten und Erzählbänden bestehendes Gesamtwerk hervorgebracht“. Und noch mit 75 schrieb er seinen späten Bestseller Der Liebeswunsch, in dem Marcel Reich-Ranicki „sein Meisterstück“ erkannte. Dass er mit dreißig die junge deutsche Literatur revolutionierte, indem er als Lektor des Kölner Verlages Kiepenheuer & Witsch aufstrebenden Autoren wie Rolf Dieter Brinkmann, Nicolas Born, Günter Seuren und Günter Steffens einen neuen Schreibansatz verordnete, lese sich nach seiner Karriere als Schriftsteller „inzwischen wie eine biographische Randnotiz.“[31]
- Für Richard Kämmerling und Marc Reichwein (2015) prägte Wellershoff „die Nachkriegsliteraturgeschichte vielfältig wie kein zweiter seiner Generation“. Das habe er gleichermaßen als Autor, Herausgeber, Lektor und Zeitzeuge getan.[32]

## Auszeichnungen und Ehrungen (Auswahl)
- 1961: Hörspielpreis der Kriegsblinden
- 1962: Förderpreis des Landes Nordrhein-Westfalen für Literatur
- 1969: Deutscher Kritikerpreis
- 1988: Heinrich-Böll-Preis
- 1989: Professorentitel, verliehen durch die nordrhein-westfälische Landesregierung
- 1995: Verdienstorden des Landes Nordrhein-Westfalen
- 2001: Joseph-Breitbach-Preis (gemeinsam mit Ingo Schulze und Thomas Hürlimann)
- 2001: Friedrich-Hölderlin-Preis der Stadt Bad Homburg vor der Höhe
- 2002: Verleihung des Großen Stadtsiegels in Silber durch die Stadt Neuss
- 2002: Niederrheinischer Literaturpreis der Stadt Krefeld
- 2005: Ernst-Robert-Curtius-Preis für Essayistik Bonn
- 2007: Großer Kulturpreis der Sparkassen-Kulturstiftung Rheinland für das literarische Gesamtwerk
- 2014: Hörbuch des Jahres 2014 für Ans Ende kommen. Dieter Wellershoff erzählt über Altern und Sterben

## Publikationen

### Als Autor
- Gottfried Benn, Phänotyp dieser Stunde. Köln u. a. 1958.
- Am ungenauen Ort. Wiesbaden 1960.
- Anni Nabels Boxschau. Köln u. a. 1962.
- Der Gleichgültige. Köln u. a. 1963.
- Bau einer Laube. Neuwied u. a. 1965.
- Ein schöner Tag. Köln u. a. 1966.
- Die Bittgänger. Die Schatten. Stuttgart 1968.
- Fiktion und Praxis. Mainz 1969.
- Literatur und Veränderung. Köln u. a. 1969.
- Die Schattengrenze. Köln u. a. 1969.
- Hohe Säulen, glühender Nebel. Über Liebe, Sexualität und Leidenschaft. Collage aus ca. 40 Texten anderer Autoren, von Jonas Alt bis Tom Wolfe, aus 600 Jahren Literatur von Dante bis Wellershoff, die eine neue Erz. ergeben. In: Renate Matthaei (Hrsg.): Trivialmythen. März, Frankfurt 1970, S. 219–228; wieder in: März-Texte 1 & Trivialmythen. Area, Erftstadt 2004, ISBN 3-89996-029-7, S. 539 ff.
- Das Schreien der Katze im Sack. Köln u. a. 1970.
- Einladung an alle. Kiepenheuer & Witsch, Köln 1972, ISBN 3-462-02259-8.
- Literatur und Lustprinzip. Köln 1973.
- Doppelt belichtetes Seestück und andere Texte. Köln 1974.
- Die Auflösung des Kunstbegriffs. Frankfurt am Main 1976.
- Die Schönheit des Schimpansen. Köln 1977, ISBN 3-462-02966-5.
- Glücksucher. Köln 1979.
- Die Sirene. Köln 1980, ISBN 3-462-02202-4.
- Das Verschwinden im Bild. Köln 1980.
- Die Wahrheit der Literatur. München 1980.
- mit André Gelpke: Fluchtgedanken. München u. a. 1983.
- Der Sieger nimmt alles. btb, Köln 1983, ISBN 3-442-72851-7.
- Die Arbeit des Lebens. Köln 1985.
- Das Geschichtliche und das Private. Stuttgart 1986.
- Die Körper und die Träume. Kiepenheuer & Witsch, Köln 1986, ISBN 3-462-02316-0.
- Flüchtige Bekanntschaften. Köln 1987.
- Wahrnehmung und Phantasie. Köln 1987.
- Franz Kafka. Paderborn 1988.
- Der Roman und die Erfahrbarkeit der Welt. Köln 1988.
- Pan und die Engel. Ansichten von Köln. Kiepenheuer & Witsch, Köln 1990, ISBN 3-462-02062-5.
- Blick auf einen fernen Berg. Kiepenheuer & Witsch, Köln 1991, ISBN 3-462-02118-4.
- Double, Alter ego und Schatten-Ich. Schreiben und Lesen als mimetische Kur. Droschl, Graz u. a. 1991, ISBN 3-85420-225-3.
- Das geordnete Chaos. Essays zur Literatur. Köln 1992, ISBN 3-462-02217-2.
- Im Lande des Alligators. Floridanische Notizen. Ein Reisebericht. Droschl, Graz u. a. 1992, ISBN 3-85420-318-7.
- mit Stephan Geiger: Inselleben: zum Beispiel Juist. Weilerswist 1993.
- Tanz in Schwarz. Weilerswist 1993.
- Zwischenreich. Gedichte. Weilerswist 1993.
- Die Abenteuer des Augenblicks. Weilerswirst 1993.
- Der Ernstfall. Kiepenheuer & Witsch, Köln 1995, ISBN 3-462-02398-5.
- Zikadengeschrei. Novelle. Köln 1995, ISBN 3-462-02444-2.
- Das Schimmern der Schlangenhaut. Existentielle und formale Aspekte des literarischen Textes. Frankfurter Poetik-Vorlesungen. Suhrkamp, Frankfurt am Main 1996, ISBN 3-518-11991-5.
- Werke. Köln, ISBN 3-462-02636-4 und ISBN 978-3-462-04345-7
  - Band 1. Romane. 1996.
  - Band 2. Romane, Novellen, Erzählungen. 1996.
  - Band 3. Autobiographische Schriften. 1996.
  - Band 4. Essays, Aufsätze, Marginalien. 1997.
  - Band 5. Vorlesungen und Gespräche. 1997.
  - Band 6. Hörspiele, Drehbücher, Gedichte. 1997.
  - Band 7. Romane, Erzählungen. 2011.
  - Band 8. Reden, Gespräche. 2011.
  - Band 9. Frühe Schriften, Vermischtes, Briefe. 2011.
- Das Kainsmal des Krieges. Weilerswist 1998.
- Die Entstehung eines Romans. Stuttgart 2000.
- Der Liebeswunsch. Kiepenheuer & Witsch, Köln 2000, ISBN 3-442-72826-6.
- Der verstörte Eros. Zur Literatur des Begehrens. btb, Köln 2001, ISBN 3-442-73015-5.
- Die Frage nach dem Sinn. Rede an die Abiturienten des Jahrgangs 2003. Gollenstein 2003, ISBN 3-935731-48-5.
- Das normale Leben. Erzählungen. Kiepenheuer & Witsch, Köln 2005, ISBN 3-462-03608-4.
- Der Himmel ist kein Ort. Roman. Kiepenheuer & Witsch, Köln 2009, ISBN 978-3-462-04134-7.
- Was die Bilder erzählen. Ein Rundgang durch mein imaginäres Museum. Kiepenheuer & Witsch, Köln 2013, ISBN 978-3-462-04555-0.
- Im Dickicht des Lebens. Ausgewählte Erzählungen. Kiepenheuer & Witsch, Köln 2015, ISBN 978-3-462-04914-5.
- Die ungeheure Vielfalt der Welt festhalten. Zu Wellershoffs 90. Geburtstag herausgegeben von der Stadtbibliothek Köln. Ausgewählt, zusammengestellt und bearbeitet von Gabriele Ewenz und Werner Jung. Verlag der Buchhandlung Klaus Bittner, Köln 2015, ISBN 978-3-926397-24-9.
- „Verborgene Texte des Lebens“. Dieter Wellershoff – ein Lesebuch. Nachgelassene Texte, herausgegeben von Werner Jung. Aisthesis, Bielefeld 2022, ISBN 978-3-8498-1786-2.

### Als Herausgeber
- Gottfried Benn: Gesammelte Werke. Limes-Verlag, Wiesbaden.
  - Band 1. Essays, Reden, Vorträge. 1959.
  - Band 2. Prosa und Szenen. 1958.
  - Band 3. Gedichte. 1960.
  - Band 4. Autobiographische und vermischte Schriften. 1961.
- Ein Tag in der Stadt. Köln u. a. 1962.
- Wochenende. Köln u. a. 1967.
- Etwas geht zu Ende. Köln 1979.
- Gottfried Benn: Gesammelte Werke. Zweitausendeins, Frankfurt am Main, ISBN 978-3-86150-610-2, 2003. (3 Bände)

### Audio-CD
- Das erfundene Leben. Miniaturprosa und Lyrik von Dieter Wellershoff, inszeniert von Heinz Ratz, gesprochen von Dieter Wellershoff, Heinz Ratz, Anja Bilabel. HörZeichen, Gerichshain 2003, ISBN 978-3-934492-27-1
- Schau dir das an, das ist der Krieg. Dieter Wellershoff erzählt sein Leben als Soldat. Konzeption/Regie: Thomas Böhm und Klaus Sander. supposé, Berlin 2010, ISBN 978-3-932513-95-4.
- Ans Ende kommen. Dieter Wellershoff erzählt über Altern und Sterben. Konzeption/Regie: Thomas Böhm und Klaus Sander. supposé, Berlin 2014, ISBN 978-3-86385-009-8. Ausgezeichnet als Hörbuch des Jahres 2014.[33]

### TV-Dokumentation
- Zum Thema – Literaturbetrieb. Wie verstehen sich Schriftsteller. 4 Befragungen. Wellershoff im Gespräch mit Jürgen Becker, Günter Wallraff, Heinz-Werner Höber, Franz Mon. WDR (45 Min). 4. März 1971

## Verfilmungen
- 1973: Eskalation. Regie: Claus Peter Witt
- 1977: Glücksucher. Regie: Peter Beauvais
- 1977: Die Freiheiten der Langeweile. Regie: Vojtěch Jasný
- 1978: Die Schattengrenze. Regie: Wolf Gremm
- 1979: Phantasten. Regie: Peter Beauvais
- 1982: Flüchtige Bekanntschaften. Regie: Marianne Lüdcke
- 1985: Pattbergs Erbe (Der Sieger nimmt alles). Regie: Marianne Lüdcke
- 1988: Ein ungleiches Paar. Regie: Peter Keglevic
- 1989: Die Schönheit des Schimpansen. Regie: Michael Lähn
- 2005: Der Liebeswunsch. Regie: Torsten C. Fischer

## Film- und Audiointerviews mit Wellershoff
- Aus der Arbeit des Schreibens – Dieter Wellershoff im Portrait von Ludwig Brundiers, WDR, vermutlich 1985, circa 30 Min. (Film)
- Das Leben ist eine Versuchsstrecke. Zum 80. Geburtstag von Dieter Wellershoff: Dieter Wellershoff im Gespräch mit Michael Rutschky. Erstausstrahlung: Bayerischer Rundfunk, 3. November 2005, 45 Min. (Film)
- Erlebte Geschichten mit Dieter Wellershoff von Ursula Deutschendorf, WDR 5, 1. November 2010, circa 25 Minuten (Audio)
- hr2 Doppelkopf: Dieter Wellershoff zu Gast bei Peter Henning. Hessischer Rundfunk, 2014, circa 45 Min. (Audio)
- Dieter Wellershoff im Gespräch mit Michael Kohtes. Realistischer Erzähler und literarischer Denker. Westdeutscher Rundfunk, 3. Oktober 2015, circa 45 Min. (Audio)
- Seite des Literarischen Colloquiums Berlin (LCB) zu Dieter Wellershoff, auf der der Autor in Audiomitschnitten (Gesprächsrunden, Lesungen) zu seinem Roman Der Himmel ist kein Ort und zu dem autobiographischen Buch Der Ernstfall zu hören ist.